# Zang Voor Vriendschap
Zang Voor Vriendschap (gestart als: Trio Zang Voor Vriendschap) was een a capella-trio van zanger/liedjesschrijver Ron Mesland en bestond van 1989 tot 2001. 
De groep begon als trio met Ron, Annemieke Tetteroo en Marjolijn Weber. Later liet de groep zich begeleiden, eerst door gitarist Steef Vellinga en daarna door Eric Mink. Het gezelschap was gespecialiseerd in vertalingen van tophits (van Cole Porter en Schubert tot en met Prince en Shocking Blue). In 1990-1991 waren ze wekelijks werkzaam voor het KRO-radioprogramma "Alleen op Vrijdag" van Adeline van Lier, met een gezongen weerbericht. In dezelfde periode trad het trio met enige regelmaat in Club Chique op met travestiefenomeen Hellun Zelluf en in zijn theaterprogramma's. Ook na diens dood bleef het gezelschap werken voor de Stichting Hellun Zelluf. Van 1993-2001 maakte de groep een aantal avondvullende theatershows waarin onder andere Ron Mesland's drag-karakter Hella Holland ontstond.
Cd's: Trio Zang Voor Vriendschap Zingt de Zeventiger Jaren (1992), Hellun's Geloof, Hoop en Lu-Lu-Liefde (1992) en Drugs Muziek en Erotiek (1995), De Huiskamersessies (2001).
Theatershows: Een donderdagavond met Trio Zang Voor Vriendschap (diverse donderdagen in 1993); An international Startrip with Trio Zang Voor Vriendschap (1994); '2002' (1994); Buro Lelieblank (1996); Wintergasten (1997); WeeWeeWee (gedeelde show met Hella Holland, 2001)